# Yucatánwinterkoning
De Yucatánwinterkoning (Campylorhynchus yucatanicus) is een zangvogel uit de familie Troglodytidae (winterkoningen).

## Verspreiding en leefgebied
Deze soort is endemisch in zuidoostelijk Mexico.